# Hesperis unguicularis
Hesperis unguicularis là một loài thực vật có hoa trong họ Cải. Loài này được Boiss. mô tả khoa học đầu tiên.